# Mbiandia
Mbiandia est une localité du Cameroun située dans le département du Lebialem et la Région du Sud-Ouest. Elle fait partie de la commune de Menji. 